# Joseph Pearman
Joseph Pearman (Joseph Bernard „Joe“ Pearman; * 8. Mai 1892 in Manhattan; † 30. Mai 1961) war ein US-amerikanischer Geher.
1920 wurde er US-Hallenmeister im Gehen über eine Meile. Bei den Olympischen Spielen in Antwerpen schied er im 3000-Meter-Gehen in der Vorrunde aus und gewann Silber im 10.000-Meter-Gehen.